# Mysmenopsis beebei
Mysmenopsis beebei är en spindelart som först beskrevs av Willis J. Gertsch 1960.  Mysmenopsis beebei ingår i släktet Mysmenopsis och familjen Mysmenidae. Inga underarter finns listade i Catalogue of Life.